# توني هادلي
توني هادلي (بالإنجليزية: Tony Hadley)‏ هو مغني ومقدم برامج إذاعية وممثل بريطاني، ولد في 2 يونيو 1960 بلندن في المملكة المتحدة.

## وصلات خارجية
- توني هادلي على موقع IMDb (الإنجليزية)
- توني هادلي على موقع ميوزك برينز (الإنجليزية)
- توني هادلي على موقع إن إن دي بي (الإنجليزية)
- توني هادلي على موقع أول ميوزيك (الإنجليزية)
- توني هادلي على موقع ديسكوغز (الإنجليزية)
- توني هادلي على موقع قاعدة بيانات الفيلم (الإنجليزية)